# La Selva Beach
La Selva Beach è un census-designated place (CDP) degli Stati Uniti d'America situato in California, nella contea di Santa Cruz.